# Samo (Włochy)
Samo – miejscowość i gmina we Włoszech, w regionie Kalabria, w prowincji Reggio Calabria.
Według danych na rok 2004 gminę zamieszkiwało 1091 osób, 21,8 os./km².